# Pelidnota liturella
Pelidnota liturella är en skalbaggsart som beskrevs av Kirby 1818. Pelidnota liturella ingår i släktet Pelidnota och familjen Rutelidae. Utöver nominatformen finns också underarten P. l. assumpta.